# Port Kelang
Pour les articles homonymes, voir Kelang.
Port Kelang (en malaisien : Pelabuhan Klang) est le port principal de Malaisie. Il est situé sur le détroit de Malacca, dans le district de Kelang (État du Selangor). Il dessert la vallée du Kelang (aire urbaine de Kuala Lumpur) et l'ensemble de la Malaisie péninsulaire.

## Un hub portuaire récent
Il s'agit principalement d'un port de transbordement, qui se développe très vite depuis les années 2010 et profite de la saturation du port de Singapour pour accueillir un nombre croissant de porte-conteneurs. La CMA-CGM en a fait son principal hub en Asie et représenterait 56 % du trafic du port. Il est notamment une escale importante sur la principale ligne commerciale assurée par l'armateur français entre l'Europe et l'Asie, la FAL (French Asia Line).

## Subdivisions
Il est divisé en trois parties (Nord, Ouest, Sud).

## Statut administratif
Port Kelang est rattaché, administrativement et statistiquement à la municipalité de Kelang.

## Base militaire
La base navale KD Sultan Abdul Aziz Shah des Forces armées malaisiennes abrite entre autres les sous-marins de ce pays.